# Revson Racing
Revson Racing – amerykański zespół Formuły 1, założony w 1964 roku przez Rega Parnella. Zespół wypożyczał Lotusy 24-BRM i udostępniał je Peterowi Revsonowi. Revson Racing wystartował w 11 Grand Prix, w tym w pięciu zaliczanych do cyklu Mistrzostw Świata. Późniejszym właścicielem zespołu został Tim Parnell. Zespół rozpadł się jeszcze w 1964 roku.

## Wyniki w Formule 1
| Sezon | Samochód | Silnik | Opony | Kierowcy     | 1   | 2   | 3   | 4   | 5   | 6   | 7   | 8   | 9   | 10  |
| ----- | -------- | ------ | ----- | ------------ | --- | --- | --- | --- | --- | --- | --- | --- | --- | --- |
| 1964  | Lotus 24 | BRM V8 | D     |              | MCO | NLD | BEL | FRA | GBR | DEU | AUT | ITA | USA | MEX |
| 1964  | Lotus 24 | BRM V8 | D     | Peter Revson | NZ  |     | DK  |     | NU  | 14  |     | 13  |     |     |